# Salvia lavandula
Salvia lavandula là một loài thực vật có hoa trong họ Hoa môi. Loài này được Alain miêu tả khoa học đầu tiên năm 1988.